# Црвена звезда (футбольный клуб)
«Црве́на зве́зда» (серб. «Црвена звезда» — «Красная звезда») — сербский профессиональный футбольный клуб из Белграда, выступающий в Суперлиге Сербии. Основан в 1945 году. Единственный сербский клуб, выигрывавший Кубок европейских чемпионов и Межконтинентальный кубок, а также самый титулованный клуб Сербии. Домашние матчи проводит на стадионе «Райко Митич», который болельщики называют «Мараканой».

## История
4 марта 1945 года Спортивное объединение югославской молодёжи основало общество «Црвена звезда» («Красная звезда»). В обществе было представлено семь видов спорта, включая футбол.
Начав играть в товарищеских матчах, футбольный клуб «Црвена звезда» постепенно перебрался в национальный чемпионат. Набирая вес в первенстве, клуб приобрёл наибольшее количество болельщиков в Югославии. К 1950-м годам клуб трижды выигрывал национальный кубок, а в 1951 году в первый раз стал чемпионом страны. Через четыре года в сезоне 1956/1957 «Црвена звезда» стала известна в Европе, после того как команда добралась до полуфинала Кубка европейских чемпионов.
В последующих десятилетиях «Црвена звезда» выигрывала по нескольку национальных первенств и кубков, а также регулярно доходила до самых поздних стадий еврокубков. В сезоне 1978/1979 клуб дошёл до финала Кубка УЕФА, где уступил мёнхенгладбахской «Боруссии». В 1991 году «Црвена звезда» завоевала Кубок европейских чемпионов, выиграв финальный поединок против французского клуба «Олимпик Марсель» в серии пенальти. Немного времени спустя сербский клуб выиграл и Межконтинентальный кубок. В матчах за Суперкубок УЕФА «звездаши» уступили английскому клубу «Манчестер Юнайтед».
9 Декабря 2023 года футбольный клуб «Црвена звезда», победив на своём поле в чемпионате футбольный клуб «Младост», побил мировой рекорд, ранее принадлежащий футбольному клубу «Реал Мадрид», по беспроигрышной серии в домашних матчах чемпионата страны в 122 матча подряд.

## Дерби и ультрас
У «Црвены звезды» есть несколько дерби, это Вечное дерби, противостояние с «Партизаном». Так же есть Дерби Сербии, противостояния с «Войводиной», а в целом Дерби Сербии, это противостояния клубов «Црвена звезда», «Партизан» и «Войводина». Так же есть дерби с клубами ОФК (Белград) и «Рад» (Белград). Так же есть соперники из Хорватии, это «Динамо» Загреб (матчи с которым называются Югославским футбольным дерби), «Хайдук» Сплит.
Объединение активных фанатов «Црвены звезды» (не только футбольного клуба, но и всего спортивного общества) носит название «Делије» или «Делије Север». Название «Делије» стало использоваться радикальными фанатскими группировками «Црвены» в конце 1980-х годов. 7 января 1989 года фанатская группировка получила это имя. «Делије» всегда имела множество подгруппировок, наиболее значимые из них — Belgrade Boys, Brigate, Ultra Boys и Heroes. «Делије Север» известна далеко за пределами Сербии как одна из самых активных фанатских группировок.
Группировка активно поддерживается не только «Звездашами», но и фанатами «Олимпиакоса» и «Спартака», так же есть контакты с фанатами клубов «Динамо (Бухарест)» и «Пари Сен-Жермен». Болельщики всех трёх клубов объединяются под слоганом «Православные братья» (серб. Православна браћа). Нередки случаи посещения матчей, например, болельщиками московского «Спартака», и наоборот, особенно против прямых конкурентов: для «Црвены звезды» это «Партизан» (матчи с которым называются Вечным дерби), для «Олимпиакоса» — «Панатинаикос» (Дерби вечных врагов), для «Спартака» — ЦСКА (Главное московское дерби). «Панатинаикос» — друзья «Динамо» Загреб. ПАОК — друзья «Партизана» и ЦСКА.

## Генеральный спонсор
С 2010 года генеральным спонсором самого популярного футбольного клуба Сербии выступает компания «Газпром нефть», которая является контролирующим акционером сербской компании «Нефтяная индустрия Сербии» (NIS) и крупнейшим иностранным инвестором в стране. За годы сотрудничества с «Газпром нефтью» клуб шесть раз завоёвывал титул чемпиона Сербии, дважды становился обладателем Кубка Сербии, регулярно выступал в европейских турнирах. В рамках сотрудничества, помимо продвижения брендов компании «Газпром нефть» совместно с ФК «Зенит» (Санкт-Петербург) осуществляется взаимодействие по линии молодёжного футбола — обмен молодыми игроками, проведение товарищеских матчей.

## Достижения

### Национальные
Югославия
- Первая лига чемпионата Югославии
  - Победитель (19): 1951, 1952/53, 1955/56, 1956/57, 1958/59, 1959/60, 1963/64, 1967/68, 1968/69, 1969/70, 1972/73, 1976/77, 1979/80, 1980/81, 1983/84, 1987/88, 1989/90, 1990/91, 1991/92
  - Вице-чемпион (9): 1949, 1950, 1952, 1961, 1972, 1978, 1982, 1986, 1989
  - Бронзовый призёр (7): 1947, 1954, 1965, 1974, 1975, 1979, 1987
- Кубок Югославии
  - Победитель (12): 1948, 1949, 1950, 1958, 1959, 1964, 1968, 1970, 1971, 1982, 1985, 1990
  - Финалист (7): 1952, 1954, 1973, 1980, 1984, 1988, 1991
- Суперкубок Югославии
  - Победитель (2): 1969, 1971
- Кубок лиги Югославии
  - Победитель (1): 1973

Союзная Республика Югославия
- Первая лига чемпионата Союзной Республики Югославии
  - Победитель (5): 1994/95, 1999/00, 2001/01, 2003/04, 2005/06
  - Вице-чемпион (8): 1993, 1994, 1996, 1997, 1998, 2002, 2003, 2005
  - Бронзовый призёр (1): 1999
- Кубок Союзной Республики Югославия
  - Победитель (9): 1993, 1995, 1996, 1997, 1999, 2000, 2002, 2004, 2006
  - Финалист (4): 1992, 2001, 2003, 2005

Сербия
- Чемпионат Сербии (Суперлига)
  - Победитель (11): 2006/07, 2013/14, 2015/16, 2017/18, 2018/19, 2019/20, 2020/21, 2021/22, 2022/23, 2023/24, 2024/25
  - Вице-чемпион (7): 2008, 2010, 2011, 2012, 2013, 2015, 2017
  - Бронзовый призёр (1): 2009
- Кубок Сербии
  - Победитель (8): 2006/07, 2009/10, 2011/12, 2020/21, 2021/22, 2022/23, 2023/24, 2024/25
  - Финалист (2): 2016/17, 2018/19

### Международные
- Кубок европейских чемпионов
  - Обладатель: 1991
- Кубок УЕФА
  - Финалист: 1979
- Кубок Митропы
  - Обладатель (2): 1958, 1968
- Межконтинентальный кубок
  - Обладатель: 1991

## Текущий состав
| 1  | Флаг Сербии               | Вр  | Марко Илич           | 1998 |  |  |  |  |  |
| 18 | Флаг Израиля              | Вр  | Омри Глазер          | 1996 |  |  |  |  |  |
| 28 | Флаг Сербии               | Вр  | Вук Драшкич          | 2007 |  |  |  |  |  |
| 77 | Флаг Сербии               | Вр  | Иван Гутеша          | 2002 |  |  |  |  |  |
|    |                           |     |                      |      |  |  |  |  |  |
| 3  | Флаг Австралии            | Защ | Милош Дегенек        | 1994 |  |  |  |  |  |
| 5  | Флаг Сербии               | Защ | Урош Спаич (капитан) | 1993 |  |  |  |  |  |
| 23 | Флаг Сербии               | Защ | Милан Родич          | 1991 |  |  |  |  |  |
| 24 | Флаг Буркина-Фасо         | Защ | Нассер Джига         | 2002 |  |  |  |  |  |
| 25 | Флаг Сербии               | Защ | Стефан Лекович       | 2004 |  |  |  |  |  |
| 44 | Флаг Сербии               | Защ | Велько Милосавлевич  | 2007 |  |  |  |  |  |
| 66 | Флаг Республики Корея     | Защ | Соль Ён Ву           | 1998 |  |  |  |  |  |
| 70 | Флаг Сербии               | Защ | Огнен Мимович        | 2002 |  |  |  |  |  |
| 71 | Флаг Сербии               | Защ | Адем Авдич           | 2007 |  |  |  |  |  |
|    |                           |     |                      |      |  |  |  |  |  |
| 4  | Флаг Черногории           | ПЗ  | Мирко Иванич         | 1993 |  |  |  |  |  |
| 6  | Флаг Боснии и Герцеговины | ПЗ  | Раде Крунич          | 1993 |  |  |  |  |  |
| 7  | Флаг Сербии               | ПЗ  | Йован Шливич         | 2005 |  |  |  |  |  |

| 23 | Флаг Армении      | ПЗ  | Наир Такнизян     | 1999 |  |  |  |  |  |
| 10 | Флаг Сербии       | ПЗ  | Александар Катаи  | 1991 |  |  |  |  |  |
| 21 | Флаг Словении     | ПЗ  | Тими Макс Элшник  | 1998 |  |  |  |  |  |
| 22 | Флаг Гвинеи-Бисау | ПЗ  | Далсиу            | 1996 |  |  |  |  |  |
| 27 | Флаг Анголы       | Нап | Фелисиу Милсон    | 1999 |  |  |  |  |  |
| 32 | Флаг Сербии       | ПЗ  | Лука Илич         | 1999 |  |  |  |  |  |
| 49 | Флаг Сербии       | ПЗ  | Неманя Радонич    | 1996 |  |  |  |  |  |
| 55 | Флаг Сербии       | ПЗ  | Андрия Максимович | 2007 |  |  |  |  |  |
| 73 | Флаг России       | ПЗ  | Егор Пруцев       | 2004 |  |  |  |  |  |
| 91 | Флаг Сербии       | ПЗ  | Лазар Йованович   | 2006 |  |  |  |  |  |
|    |                   |     |                   |      |  |  |  |  |  |
| 8  | Австрия           | Нап | Марко Арнаутович  | 1989 |  |  |  |  |  |
| 9  | Флаг Сенегала     | Нап | Шериф Ндиайе      | 1994 |  |  |  |  |  |
| 14 | Флаг Нигерии      | Нап | Петер Олайинка    | 1995 |  |  |  |  |  |
| 15 | Флаг ДР Конго     | Нап | Силас             | 1998 |  |  |  |  |  |
| 17 | Флаг Бразилии     | Нап | Бруно Дуарте      | 1996 |  |  |  |  |  |
| 31 | Флаг Сербии       | Нап | Урош Сремчевич    | 2006 |  |  |  |  |  |

## Форма

### Домашняя
| 2017/18 | 2018/19 | 2019/20 | 2020/21 | 2021/22 | 2022/23 | 2023/24 | 2024/25 |

### Гостевая
| 2017/18 | 2018/19 | 2019/20 | 2020/21 | 2021/22 | 2022/23 | 2023/24 | 2024/25 |

### Резервная
| 2018/19 | 2019/20 | 2020/21 | 2021/22 | 2022/23 | 2023/24 | 2024/25 |

Источники:,